# Никола Лазаров
Никола Лазаров (болг. Никола Лазаров; нар. 1 квітня 1870, Карлово — 14 червня 1942, Софія) — болгарський архітектор, його ім'я одне з найвідоміших в архітектурному та будівельному минулому Болгарії.

## Біографія
Народився 1 квітня 1870 року в Карлово. Закінчив архітектурний факультет як державний стипендіат у Парижі. Невдовзі після завершення навчання відкрив приватне архітектурне бюро в Софії. Його роботи — Пам'ятник визволителям і Пам'ятник загиблим у Сербсько-болгарській війні (1885) в Русе. Розробив понад 60 чудових будівель у Софії та багатьох містах по всій країні.
Лазаров залишив по собі велику архітектурну спадщину, одна з найкрасивіших будівель в місті Варна — будинок Петко Бакирджієва біля входу в Морський сад, відомий як «Маленький палац» (1899). Разом з архітектором Германом Мейєром спроектував палац Евксиноград. У 1899 році побудував на вулиці Браття Шкорпил № 2 чудовий будинок фармацера Раді Русева. У 1905 спроектував готель «Royal» на вулиці Охрид. У 1911 році виграв конкурс на будівництво гімназії (сьогодні Економічний університет — Варна) та Драматичний театр. Також за його проектами була побудована будівля Петара Бончева (сьогодні це готель «Сплендид») та ряд інших приватних будинків. У 1912 року Лазаров спроектував будинок міського голови Александра Василєва, відомий також як «Маленький патріотичний дім». Усі ці будівлі є пам'ятками архітектури, культурною та історичною спадщиною Болгарії.
Помер у Софії 14 червня 1942 року.

## Найвідоміші проекти
- Громадська баня в Плевені
- Центральний будинок військових у Софії
- Будинок військових у Пловдиві
- Будинок Димитара Моллова
- Болгарський центральний кооперативний банк на вул. Івана Вазова, 1 в Софії

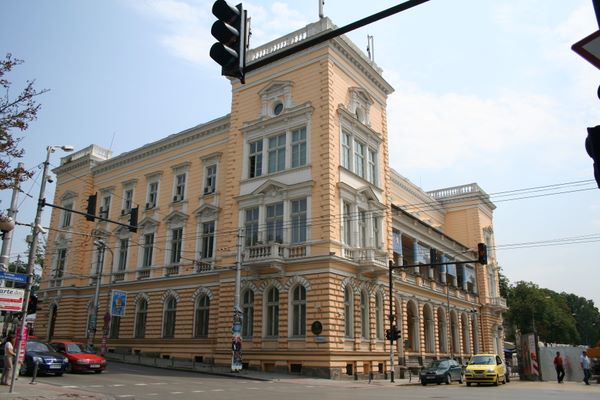
Будинок військових у Софії
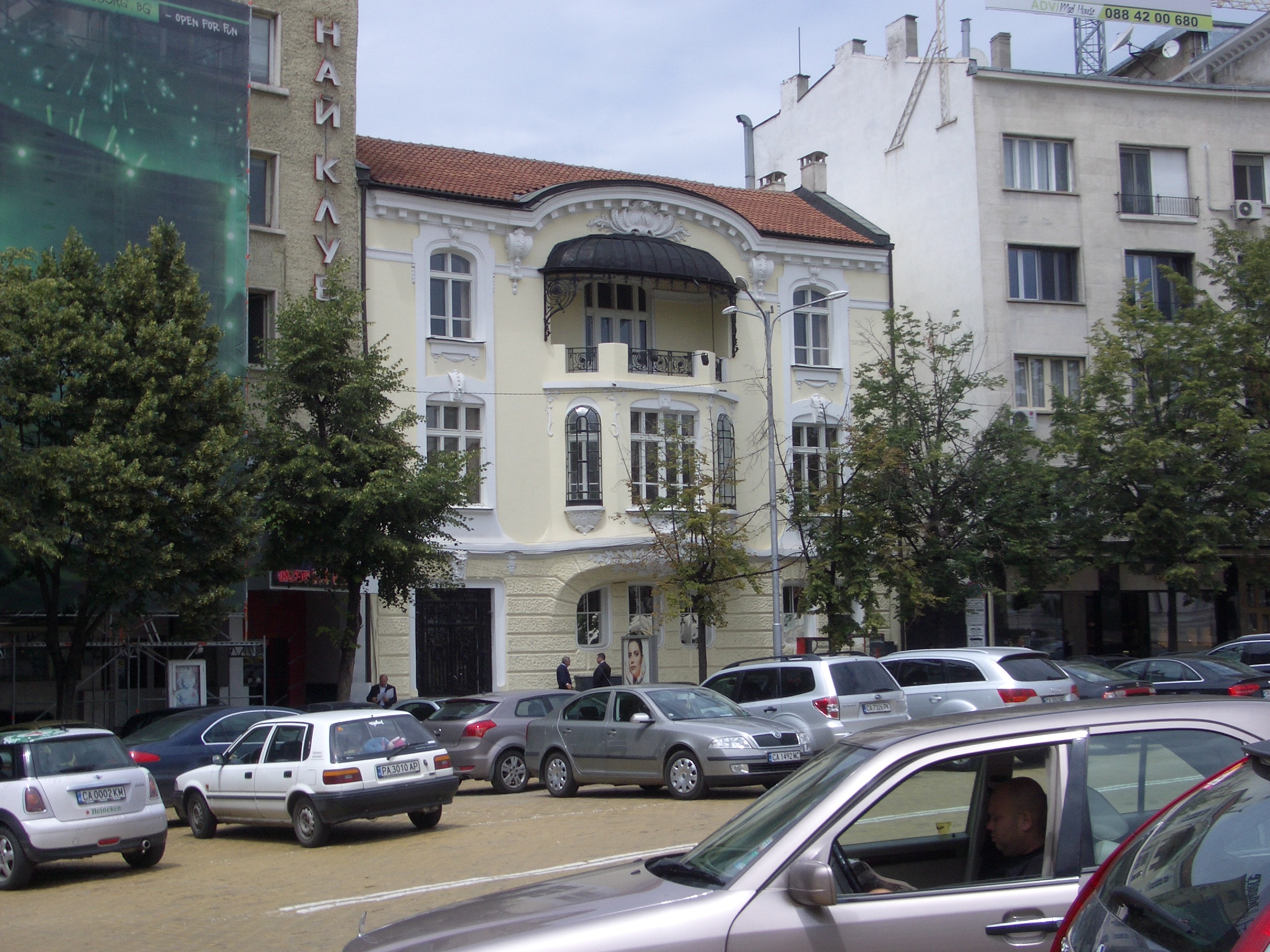
Будинок лікаря Моллова, сучасний вигляд
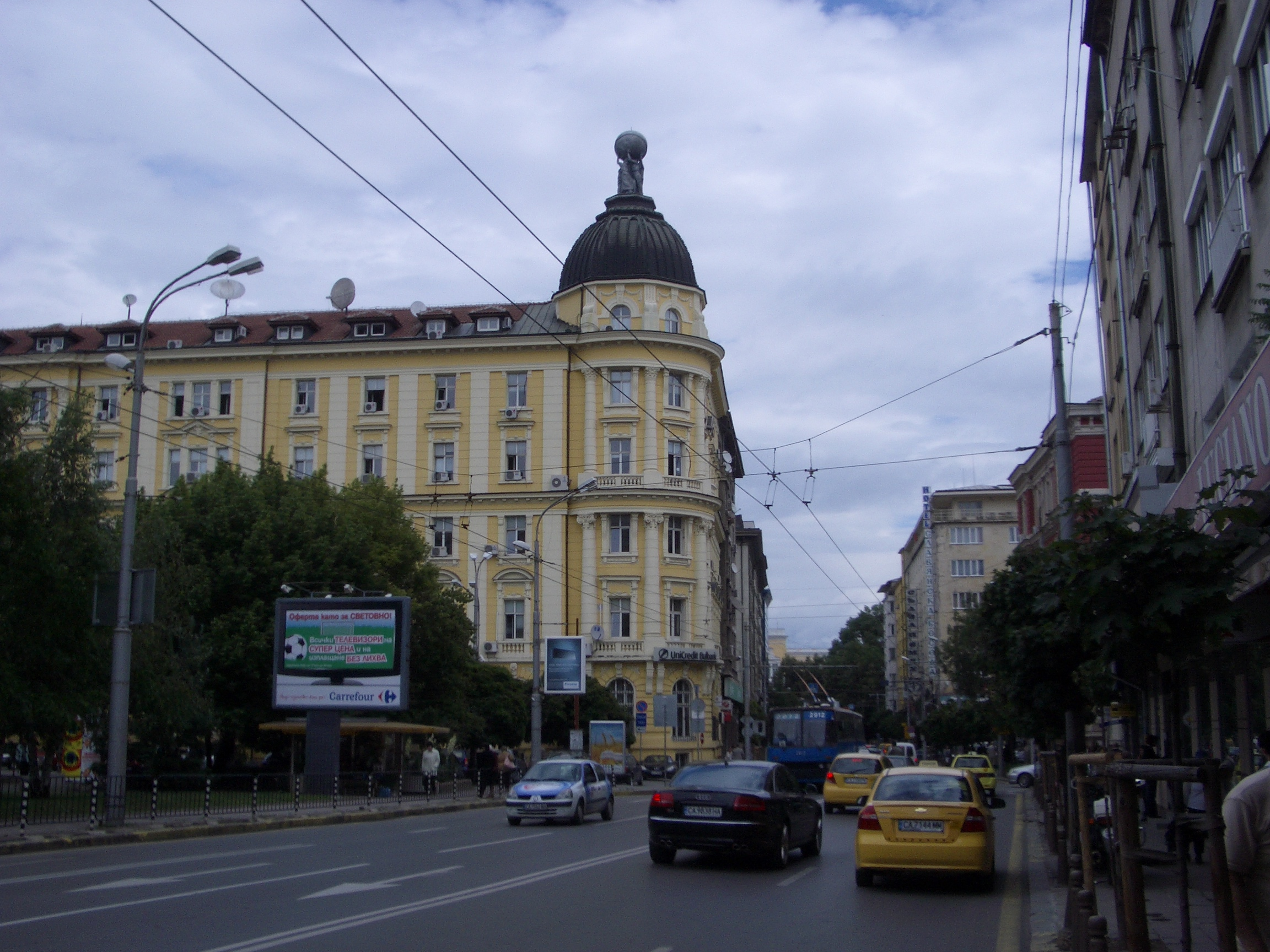
Банк на вул. Івана Вазова, 1, Софія
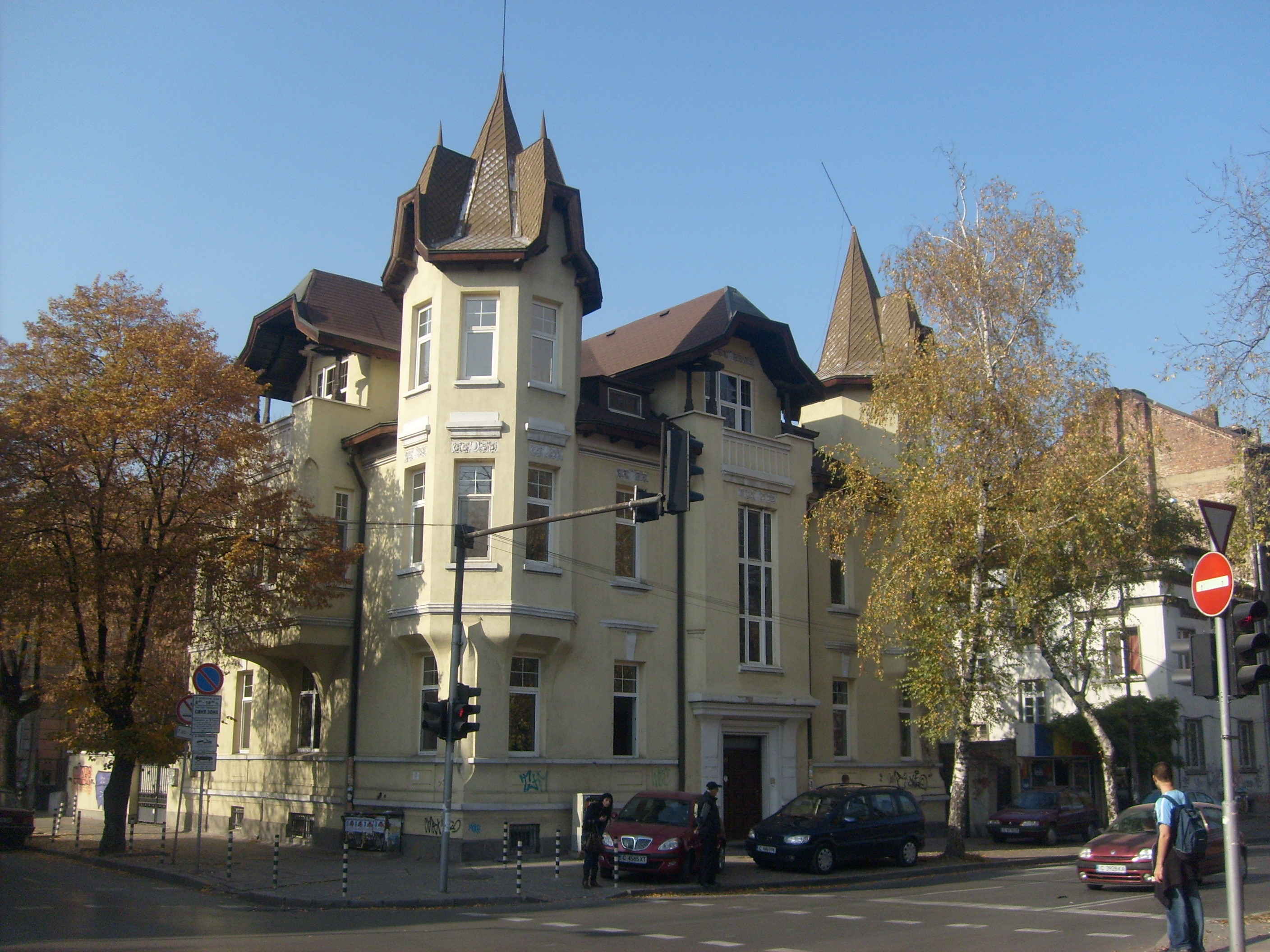
Къщи на Юлиан и Иван Парушеви
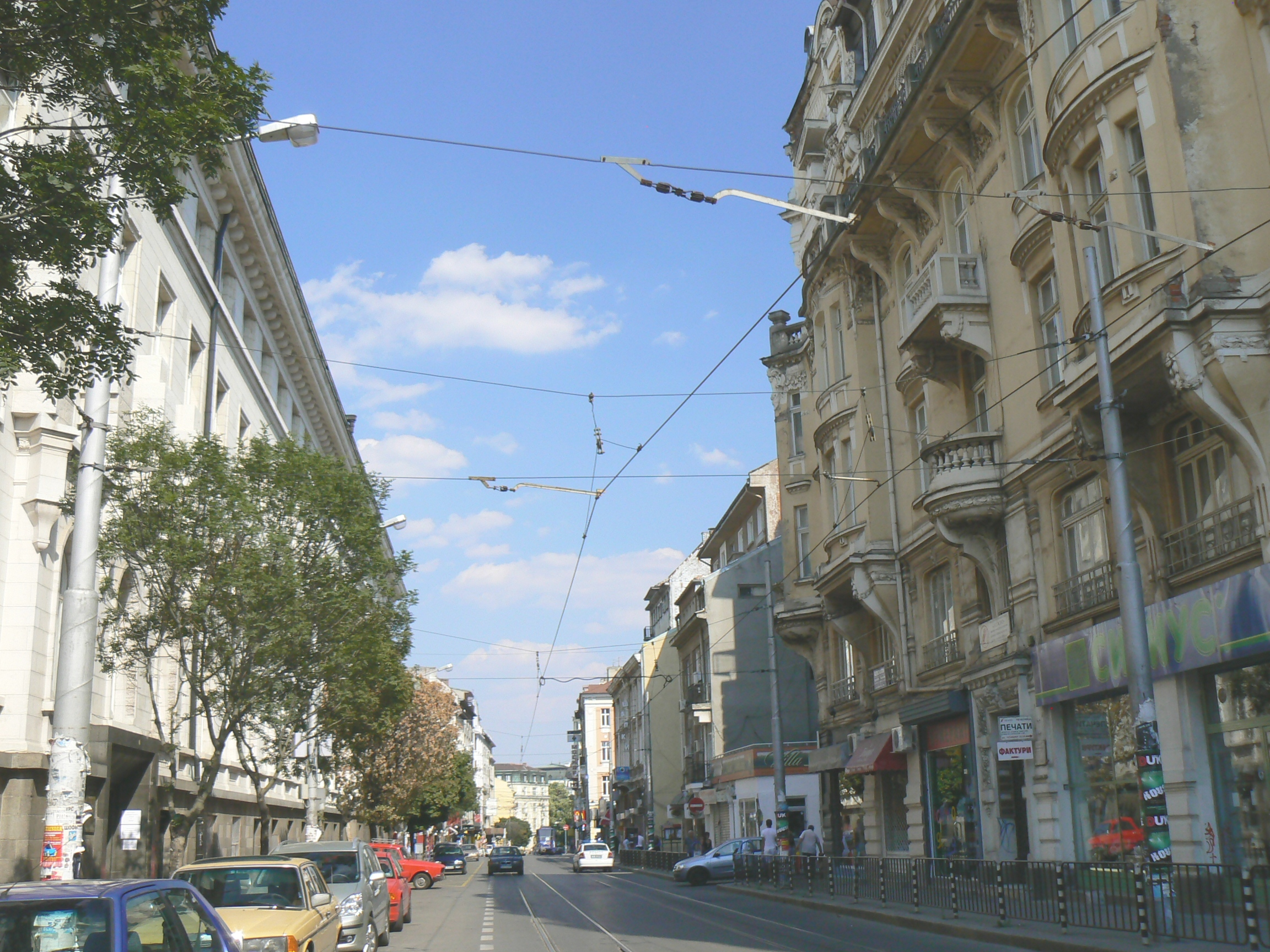
Будинок на вул. Алабіна, 38, Софія
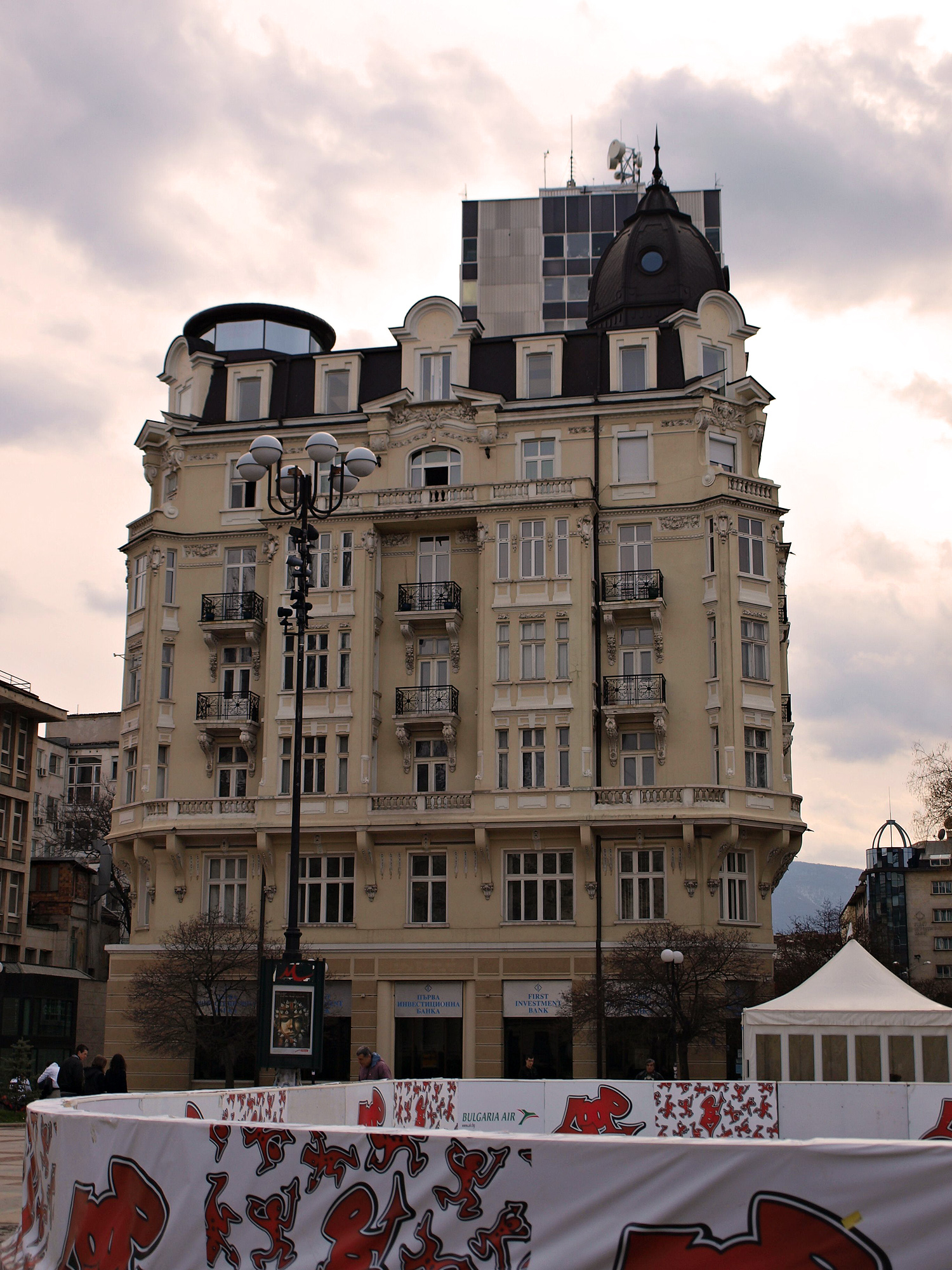
Будинок Христо Гендовича
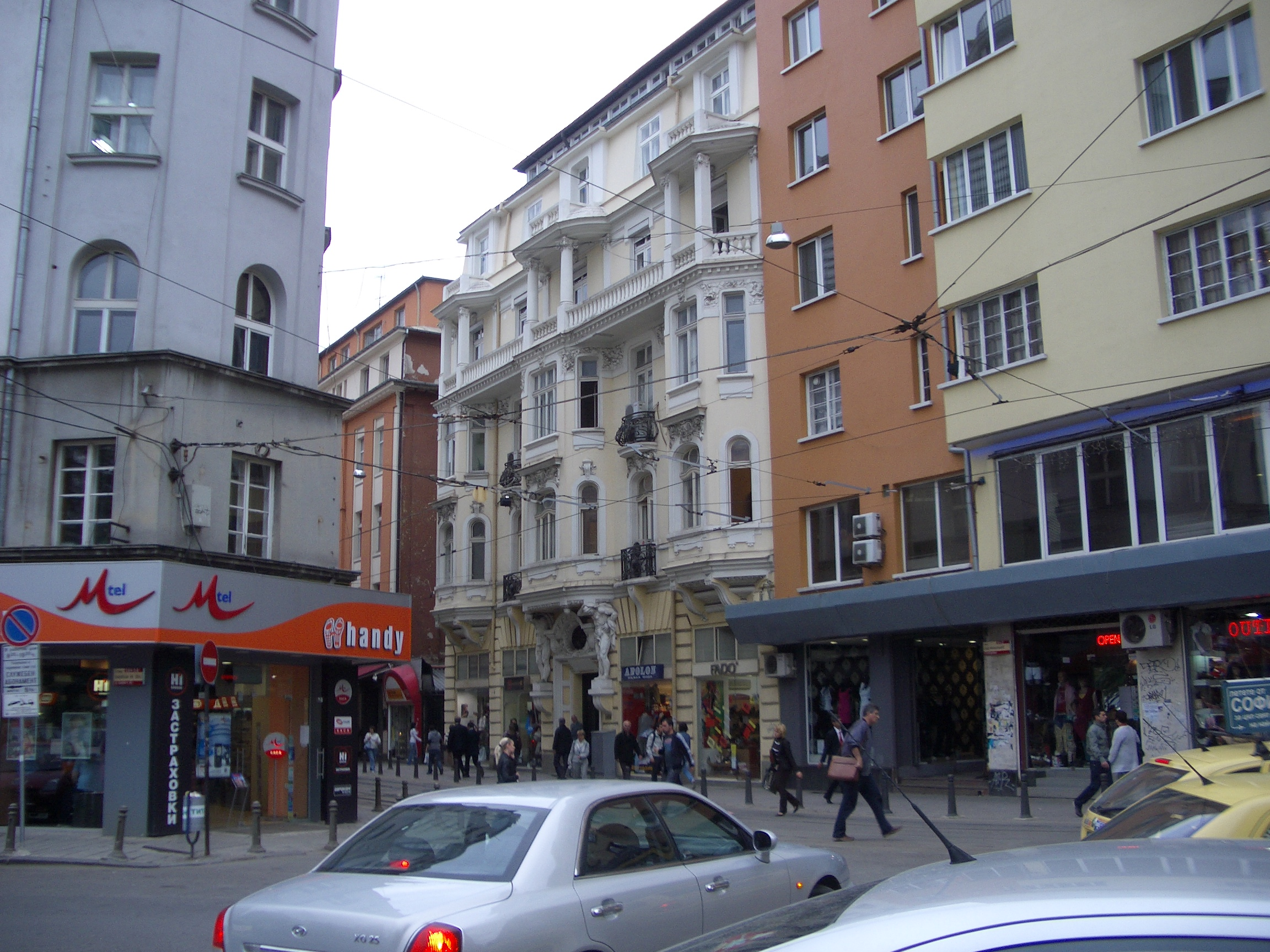
Будинок Балабанова
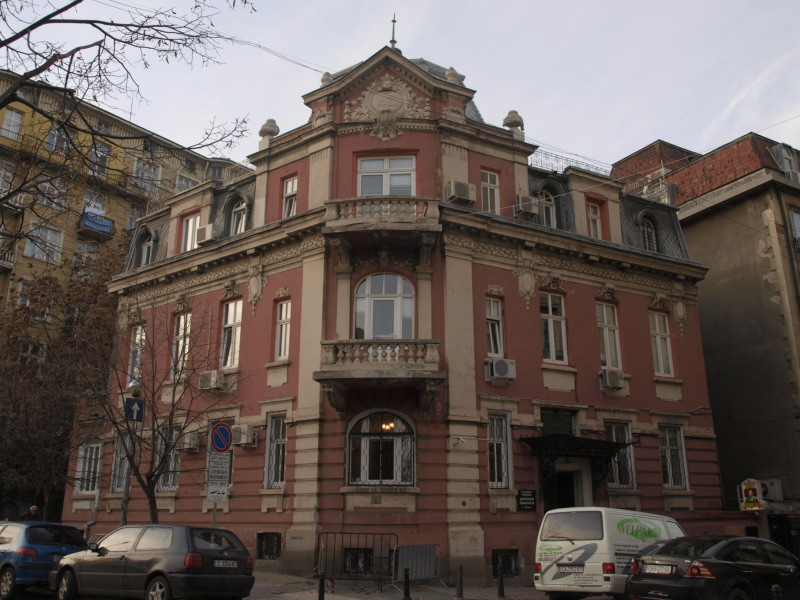
Будинок Киро Стефанова на вул. Париж, 1
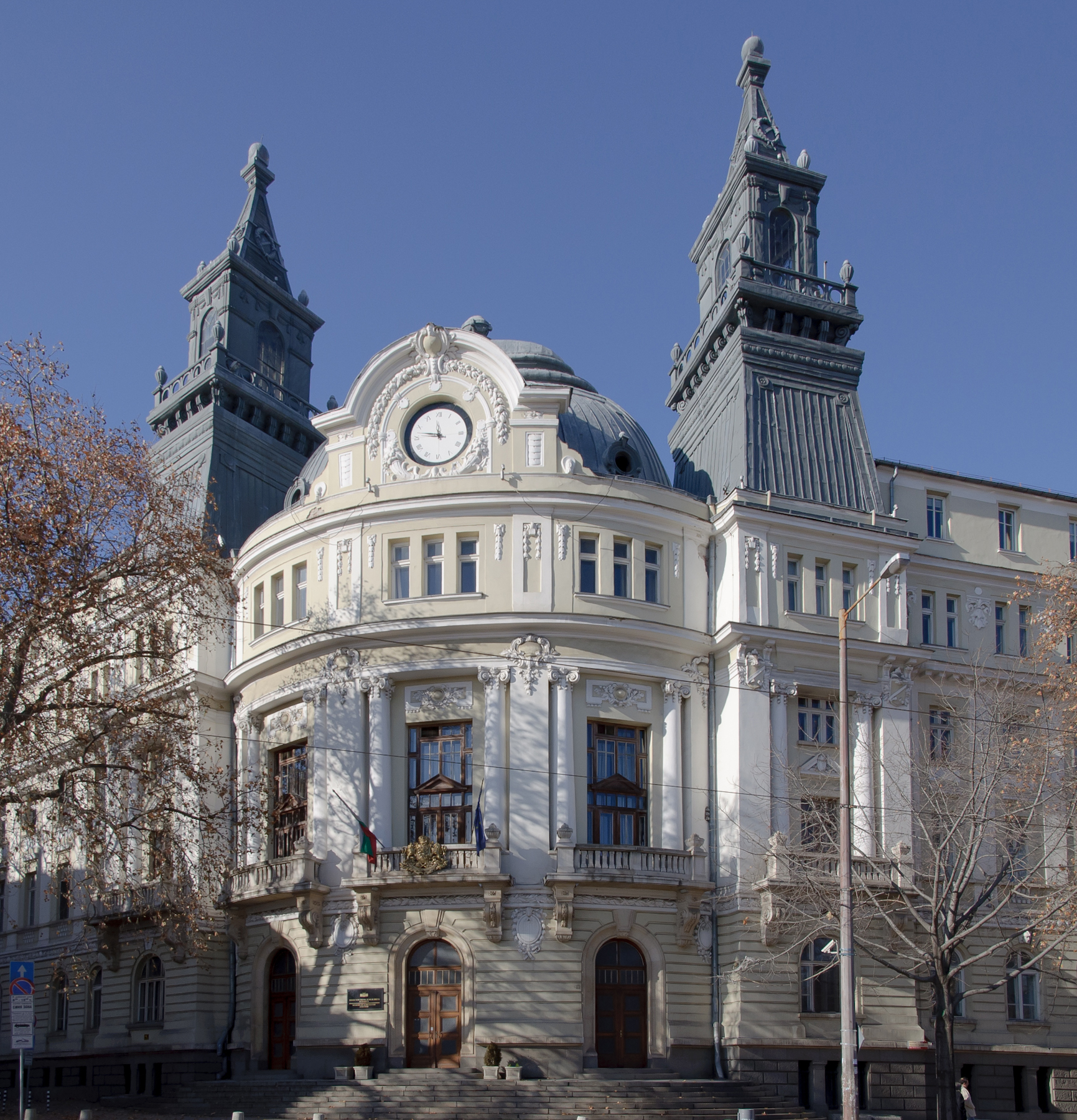
Міністерство сільського господарства та продовольства Болгарії